# エレン・オケイン・タウシャー

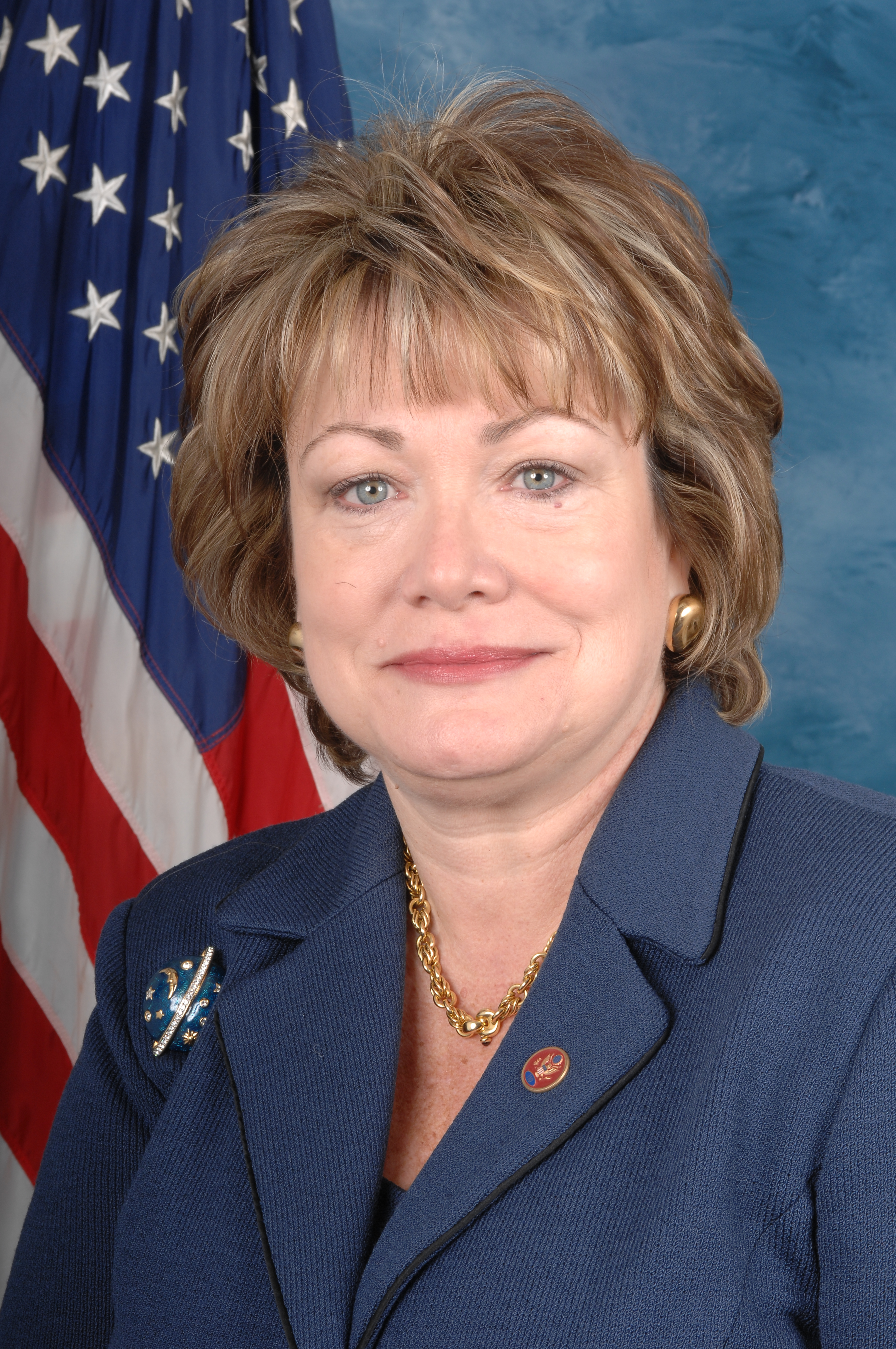
エレン・オケイン・タウシャー

エレン・オケイン・タウシャー（Ellen O'Kane Tauscher, 1951年11月15日 - 2019年4月29日）は、アメリカ合衆国の政治家。1997年から2009年まで連邦下院議員、2009年から国務次官（軍備管理・国際安全保障担当）を務めた。

## 生い立ち
エレン・タウシャーはニュージャージー州ニューアークにて誕生。両親は食品商業労働者組合で組合代表と秘書を務めていた。シートン・ホール大学で学び、1974年に幼児教育の学士号を取得。
その後は投資銀行ベーチェで働き、25歳のときにニューヨーク証券取引所に参加。1979年から1983年までアメリカン証券取引所役員を務めた後、証券会社ベアー・スターンズとその子会社ドレクセル・バーナム・ランバートに勤務。
1989年、カリフォルニア州に移り、親の依頼を受けて保育労働者の実態を調査するサービスを提供する初の全国規模の会社を設立した。また情報誌『The ChildCare Sourcebook』の発行や、タウシャー財団を管理して初等教育期間にコンピューターやインターネット接続の資金を提供する活動を行った。

## 政治経歴
タウシャーは民主党の団体に所属し、資金調達担当者として活動。1992年と1994年の連邦上院議員選挙でダイアン・ファインスタインを支援した。
1996年、カリフォルニア州第10選挙区から連邦下院議員に立候補。共和党現職ビル・ベイカーと争った。選挙では家族問題を争点に掲げ、また企業面・環境面・軍事面への支援を主張した。対するベイカー候補は保守主義を前面に押し出し、とりわけ人工妊娠中絶や銃規制への反対を主張した。タウシャーは最終的に、得票率1.45ポイント差でベイカーを下した。この選挙戦は、同年の連邦下院435選挙戦のうち、4番目に費用がかかった選挙戦となった。
1998年と2000年の選挙では、共和党の活発な活動に逆らって勝利。第10選挙区はかつて「共和党の確固たる地盤」と目されていたが、ベイエリアの共和党支持者のうち大部分の穏健派は、国政レベルでは民主党を支持した。
2000年、カリフォルニア州では全州規模で選挙区割りの見直しが実施され、タウシャーの選挙区から共和党支持の厚い区域が切り離された。この改正はタウシャー有利に働き、サクラメントやバークレー寄りの地域は強固な民主党の地盤となった。この改正以降、タウシャーは2008年まで4期連続で常に65パーセント以上の得票率を維持し続けた。
2009年3月18日、国務次官（軍備管理・国際安全保障担当）のポストに指名を受けたことを発表。2009年6月25日、上院は全会一致で承認。しかしながら翌6月26日、彼女は下院議長代行を務め、国内排出権取引に関する地球温暖化法案について議事進行を行った。そして同日の米国クリーンエネルギー・安全保障法の投票終了後、連邦下院議員を辞任した。彼女の選挙区ではその後、欠員補充のための特別選挙が実施された。